# 2-я кавалерийская дивизия (СССР)
2-я кавалерийская дивизия, Одесская — кавалерийское формирование РККА Вооруженных Сил СССР, в Великой Отечественной войне. Участвовала в обороне Одессы, в Крымской оборонительной операции, отступала к Севастополю по южнобережному шоссе, далее в обороне Севастополя, южный сектор. 23 ноября 1941 года в связи с почти полной утерей конного состава была переформирована в 2-ю стрелковую дивизию.

## История
31 июля 1941 года была сформирована как полк, позднее 1-я Одесская кавалерийская дивизия. 28 августа 1941 года переименована во 2-ю кавалерийскую дивизию. 
В действующей армии с 28 сентября 1941 по 23 ноября 1941.

### Оборона Одессы
29 августа 1941 года дивизия до этого момента называвшаяся 1 кавдивизией переименована во 2-ю кавдивизию. В этот же день дивизия была вместе с отрядом моряков брошена в контратаку против румынских войск в районе Ленинталь. Наступление противника было остановлено. 8-я пехотная дивизия румын понесла большие потери. С 8 сентября дивизия перешла к обороне в районе хутор Дальник.
17 сентября 1941 года 2-я кд атаковала противника в районе высоты 60.3. Захвачены позиции противника, взяты трофеи и 120 пленных. На следующий день под напором превосходящих резервов части дивизии были отведены в исходное положение. Из-за угрозы растянутому флангу дивизии в ночь на 19 сентября части были отведены на рубеж Гросс-Либенталь, Бугово, а 20 августа отведена под напором противника к Сухому Лиману и Пересыпи.
2 октября 1941 года дивизия перешла в частное наступление. После артподготовки полки атаковали противника и немного продвинулись вперед выполнив ближайшую задачу. С 3 октября вновь перешла к обороне. Вплоть до эвакуации из Одессы дивизия вела оборонительные бои в районе Сухого Лимана, отражая атаки противника.
Ставкой ВГК было принято решение оставить Одессу, а его войска использовать для усиления обороны Крыма. 16 октября соединения отдельной Приморской армии совершили посадку на суда и отправились в Севастополь.

### Крымская оборонительная операция
В разное время все три судна: крейсер «Червона Украина», пароход «Чапаев» и эсминец «Шаумян» где находились личный состав и материальная часть 2-й кавалерийской дивизии прибыли в Севастопольский порт. Части дивизии, после выгрузки перебрасывались на Севастопольский вокзал для следования по железной дороге к станции Курман-Кемельчи (ныне Красногвардейское). Тылы дивизии, после выгрузки их с судов имея автомашины, следовали в Курман-Кемельчи по шоссе и прибыли туда 19 октября 1941 года.
21 октября по распоряжению командующего войсками Крыма 2-я кавдивизия получила приказ о немедленной переброске частей со станции Курман-Кемельчи на станцию Воинка, и по прибытии на станцию Воинка расположиться в районе сёл Воронцовка и Онгар-Найман. Части дивизии заняли указанный рубеж к 22 октября 1941 года. 15-й кавполк оборонял Воронцовку, 20-й кавполк восточную часть хутора Калинин, 7-й кавполк село Онгар-Найман. В 18 часов под натиском противника поддержанном большим количеством танков и самолетов отошли южнее х. Калинин и с. Онгар Найман. При поддержке 40-й кавдивизии перешли в контрнаступление и отбросили противника на прежние позиции в районе Бой-Казак Татарский. Однако вечером 22 октября 1941 года немецкая 50-я пд выбила 2-ю кд из Воронцовки. К вечеру сюда подошли стрелковые полки 95-й сд. Атака 95-й сд 25 октября успеха не имела. Сказывалась слабая поддержка нашей артиллерии, ввод дивизии сходу без разведки и сильное воздействие авиации противника.
26 октября Манштейн ввел новую 170-ю пд и прорвал фронт на стыке 9-го СК П. И. Батова и Приморской армии. 28 октября части Приморской армии начали отступать на юг. К этому времени организованного фронта обороны уже не существовало. Понесшие потери дивизии армии могли создавать отдельные очаги сопротивления. Манштейн дабы отрезать Приморскую армию от Симферополя и Севастополя создал из различных моторизованных частей 11-й армии моторизованную группу Циглера, которая по плану должна была обходом  Симферополя перехватить шоссе на Севастополь и отрезать части Приморской армии. С фронта преследование осуществляли 132-я и 50-я пд противника.

### Оборона Севастополя
Остатки 2-й кд отходили на Симферополь, а с 1 ноября на Алушту, т. к. путь на Севастополь быль перерезан частями сводной мотобригады Циглера. Части Приморской армии отходили по горным дорогам, а затем по приморскому шоссе через Алушту на Севастополь. К исходу 9 ноября Приморская армия закончила сосредоточение в районе Севастополя.
С 10 ноября 1941 года командование сухопутными войсками в Севастополе было возложено на командующего Приморской армией генерал-майора И. Е. Петрова. Севастопольский оборонительный район был разделен на четыре сектора. Первый сектор ограничивался справа берегом моря, слева — разграничительной линией юго-восточная окраина Севастополя, высота 555,3. Комендантом сектора был командир 2-й кавалерийской дивизии полковник П. Г. Новиков. Обороняли сектор 383-й стрелковый полк, части 42-й и 40-я кавалерийские дивизии; поддерживали 12 орудий береговых батарей Б-19, Б-18 и Б-35.
23 ноября 1941 года дивизия была переформирована во 2-ю стрелковую дивизию из двух полков 383-го и 1330-го сп.

## Состав
- управление
- 7-й кавалерийский полк
- 15-й кавалерийский полк
- 20-й кавалерийский полк
- 10-й бронетанковый эскадрон
- 34-й конно-артиллерийский дивизион
- 323-й отдельный зенитно-артиллерийский дивизион

## Подчинение
- Отдельная Приморская армия

## Командиры
- полковник П. А. Рябченко (28 августа — 7 сентября 1941)
- полковник, с 12 октября 1941 генерал-майор П. Г. Новиков (8 сентября — 23 ноября 1941)